# Liparis balansae
Liparis balansae är en orkidéart som beskrevs av François Gagnepain. Liparis balansae ingår i släktet gulyxnen, och familjen orkidéer. Inga underarter finns listade i Catalogue of Life.